# 忍者少女
《忍者少女》是從2006年4月到同年7月播放的UHF電視動畫片，全13回。該作品與東村晶子的漫畫《ひまわりっ 〜健一レジェンド〜》完全沒有關係。

## 登場人物

### 學園學生
日向向日葵（Hinata Himawari，聲：松本華奈（日本）、吳梅（香港））
15歲，本故事的女主角、私立志能備學園的高校一年級生。
個性開朗樂天、愛吃煎餅，儘管是唯一沒有推薦而入學的學生卻不太在意。
自幼父母因空難雙亡，由婆婆撫養成人。
小時候被一名忍者救了一命，所以立誓要成為一位助人的忍者。
最後和隼人一起回到了家鄉生活。
擁有他的家臣蘭丸的遺傳因子。
試管嬰兒（03-A）
樒（Shikimi，聲：平野綾（日本）、錢惠玲（香港））
15歲，私立志能備學園的高校一年級生、向日葵的同班同學，通稱「阿樒」。
擅長化學（使用藥草及火藥）的優等生，也是委員長。
個性冷靜沈著、冷酷無情，是位知識分子。
有時候會把頭髮放下來（唯一會改變髮型的忍者）。
具有眼鏡娘屬性。
後來成為了某間大學的教授，研發使異能忍者回復原狀的解藥。
櫻桃（Yusura，聲：中田明日見（日本）、魏惠娥（香港））
15歲，私立志能備學園的高校一年級生、向日葵的同班同學。
個性很天真爛漫，可以和動物溝通甚至操控它們。
飼養一隻名叫「桃太（モモ太）」的生物，兩人經常一起行動。
具有貓耳娘屬性。
後來和米澤君開設了一個動物樂園。
薊（Azami，聲：白石涼子（日本）、莎拉（香港））
16歲，私立志能備學園的高校一年級生、向日葵的同班同學，通稱「阿薊」。
擅長收集各式各樣的情報及資訊（儘管大部份也是沒用的），個性愛說話、爽朗。
口頭禪是「根據我的情報……（私の情報によれば……）」。
實際上是男生兼男校的間諜（眾所皆知的秘密）。
後來成為一名真真正正的間諜。
姬路（Himeji，聲：吉田真弓（日本）、姜麗儀（香港））
15歲，私立志能備學園的高校一年級生、向日葵的同班同學。
英日混血兒，父親是軍情六處的間諜，個性魯莽、有點傻大姊的感覺。
擅長使用槍炮等巨型、破壞力強的武器，也會用武士刀。
髮型是金色雙馬尾，膚色微棕。
誤以為所有日本人都是忍者，所以見人就挑戰。
後來成為武打女星。
月夜姬（Tsukiyohime，聲：大竹裕子（日本）、張雪儀（香港））
17歲，私立志能備學園的高校一年級生、向日葵的同班同學。
個性沈默寡言、神出鬼沒，愛喝雜草煮的味噌湯。
料理、裁縫也很棒，學科考試卻全不及格（全缺席），但忍術是全班數一數二的。
只穿和服，最重視的東西是居住的森林及夥伴。
髮型是黑色的姬髮式。
風間椿（Kazama Tsubaki）
第五話登場又在第五話消失的一位女忍者，15歲，謎一樣的轉校生。
出登場時，被樒等人說吃燒烤很有兩下子。
第一人稱為：在下，和向日葵一樣稱速水老師為『主人殿下』。
她是風間一族的第15代，而根據其祖先流傳，第15代有著替他們一族尋找主人的義務，並想讓速水成為其主人而與向日葵競爭，但在聽完向日葵說：「巧克力什麼的怎樣都沒關係，因為沒有比主人殿下的生命更重要的東西了！巧克力那種東西，再做就有了！」後，便留下一句：「妳說的沒錯，在下總有一天會成為配得上速人殿下的忍者再回來，告辭了！」就走了。
七節（Nanafushi，聲：近藤隆（日本））
第二話登場的男性忍者，樒的朋友。
擅長使用藥草，知識和樒不相上下。
後來成為了某間大學的教授，研發使異能忍者回復原狀的解藥。
簾加良部
第三話登場的男性忍者，17歲，機關部。
笑起來右臉有酒窩。
一文字小紫
第九話登場的男性忍者，幇助日向向日葵叫外賣豬肉燒餅及做功課。

### 教職員
八頭校長
看起來經常坐著一部機械人，但實際上有很多部替換用的。
忍術厲害。
有令紅豆湯變得十分美味的八頭家的家傳祕方。
草石蠶主任

萬里小路隼人（Marikōji Hayato，聲：遠近孝一（日本）、陳樂文（香港））
24歳、單身，私立志能備學園的任課教師，教授「一般教養」一科。
個性正直、溫柔，是名好老師，愛吃拉麵。
成為教師是因為背負了二百萬的債務，後來卻開始享受這份工作。
運動神經及體能不錯。
最後和向日葵一起回到了家鄉生活。
擁有他的家臣蘭丸的遺傳因子。
試管嬰兒。
是信長的後代。
筆乃子老師
書畫科老師，非常喜歡祭典。
小葉九里老師
載眼鏡，機關部負責人。
半藏老師
烹飪科老師，上落堂負責吹法螺。
繩跳老師
求生課及水中術老師。
第四話燒屁股。
武智吾郎
變裝高手，沒有人知道盧山真面目。
美津老師
保健室老師。

### 其他人物
泉湖太朗
老大
養大青助和芥助。
芥助
第二話登場的男性甲羅兒童忍者，後來比人捉走。
青助
第二話登場的男性甲羅兒童忍者，
滿作
文井屋的老闆。
米澤君（Yonezawa，聲：近藤隆（日本）、盧傑（香港））
個性善良的河童，喜歡吃小黃瓜。
後來和櫻桃開設了一個動物樂園。
婆婆
居住日向峠村，五十年前險遇溺；自從她的兒子和媳婦發生意外過生後，每天都提不起精神，一直過著很平淡的生活；聽從政府的決定，照顧當時五歲大的向日葵。

## 製作人員
- 原作：GoDo
- 企畫：森山敦（キングレコード）、大澤信博（ジェンコ）
- 导演：影山楙倫
- 系列構成：池田真美子
- 脚本：池田真美子、横谷昌宏、笹野惠、山田由香
- 人物原案：okama
- 人物設定/總作畫監督：きしもとせいじ
- 機械設定：大河廣行
- 美術監督：高橋麻穂
- 攝影監督：白井久男
- 色彩設計：中田亮大
- 編集：瀬山武司
- 音樂：妹尾武、羽岡佳
- 音響監督：本田保則
- 音響效果：蔭山満
- 錄音調整：三谷佳奈美
- 錄音助手：戶田惠美子、中倉泉
- 錄音工作室：OMNIBUS JAPAN、三分坂STUDIO
- 録音製作担當：淺田泰裕、尾窪良枝
- 音響製作：アーツプロ
- 音樂製作：STAR CHILD
- 製作人：森尻和明、栃平吉和
- 動畫製作：Arms

### 主題曲
忍者少女
- 片頭曲：「太陽のかけら」
  - 作詞：及川眠子 / 作曲：平川達也 / 編曲：伊藤心太郎 / 歌：白石涼子
- 片尾曲：「ぐるぐる 〜himawari version〜」
  - 作詞：riya / 作曲・編曲：菊地創 / 歌：eufonius

忍者少女 第二季
- 片頭曲：「ソラ色のつばさ」
  - 作詞：Asami / 作曲・編曲：恩田快人 / 歌：白石涼子
- 片尾曲1：「きらきら」（第1話・第8話・最終話）
  - 作詞：riya / 作曲・編曲：菊地創 / 歌：eufonius
- 片尾曲2：「きらきら 〜Shikimi ver.〜」（第2話・第9話・第12話）
  - 作詞：riya / 作曲・編曲：菊地創 / 歌：平野綾
- 片尾曲3：「きらきら 〜Himawari ver.〜」（第3話・第6話・第10話）
  - 作詞：riya / 作曲・編曲：菊地創 / 歌：松本華奈
- 片尾曲4：「きらきら 〜Himeji ver.〜」（第4話）
  - 作詞：riya / 作曲・編曲：菊地創 / 歌：吉田真弓
- 片尾曲5：「きらきら 〜Azami ver.〜」（第5話・第11話）
  - 作詞：riya / 作曲・編曲：菊地創 / 歌：白石涼子
- 片尾曲6：「きらきら 〜Yusura ver.〜」（第7話）
  - 作詞：riya / 作曲・編曲：菊地創 / 歌：中田あすみ

### 各话資料
忍者少女（第一季）
| 話數 | 標題                       | 香港標題                   | 剧本       | 分鏡               | 演出         | 作畫監督                       |
| ---- | -------------------------- | -------------------------- | ---------- | ------------------ | ------------ | ------------------------------ |
| 1    | ご主人様をお守りします     | 我會守護主人               | 池田真美子 | 影山楙倫           | 中村圭三     | 尾形健一郎                     |
| 2    | 決して惚れてはならぬのです | 絕對不可以喜歡對方         | 池田真美子 | 影山楙倫           | 熊谷雅晃     | 川口弘明                       |
| 3    | 死んでも口は割らぬのです   | 死也要保守秘密             | 橫谷昌宏   | ふくもとかん       | ふくもとかん | Park-Chang-Hwan、Eum-Ik-Hyun   |
| 4    | 盗みは忍びの恥ですもの     | 偷竊是忍者的羞恥           | 笹野惠     | 渡邊純央           | 佐藤昌文     | 飯飼一幸                       |
| 5    | くのいち御法度バレンタイン | 女忍者禁忌，情人節         | 山田由香   | 影山楙倫           | 中村圭三     | 尾形健一郎                     |
| 6    | 忍びの修行は命がけ         | 賭命的忍者修行             | 池田真美子 | 影山楙倫、內田祐司 | 內田信吾     | 宮下雄次                       |
| 7    | 無駄な殺生はいたしませぬ   | 不作無謂的殺生             | 横谷昌宏   | 影山楙倫           | 菊池勝也     | 高橋亮、PARK CHANG HWAN        |
| 8    | みんなまとめてお守りします | 守護每一個人               | 山田由香   | 今千秋             | 佐藤昌文     | 草刈大介                       |
| 9    | 忍者の忍はしのぶ（恋）の忍 | 忍者的〝忍〞是忍耐的〝忍〞 | 笹野惠     | 影山楙倫           | 熊谷雅晃     | Kim-Ki-Nam                     |
| 10   | 忍びに情けは無用なのです   | 忍者不需要同情             | 横谷昌宏   | 影山楙倫           | 中村圭三     | 尾形健一郎                     |
| 11   | 切っても切れない絆なのです | 切不斷的緣份               | 山田由香   | 石平信司           | 曉張羽良菅禿 | JAN HEE-KYU、JOO KIL-SOO       |
| 12   | 主従ゲンカは犬も食わぬ     | 主僕吵架連狗都不會理       | 笹野惠     | 影山楙倫           | 熊谷雅晃     | PARK CHANG-HWAN                |
| 13   | 命あっての家来です         | 同生共死的家臣             | 池田真美子 | 影山楙倫           | 朝倉カイト   | 尾形健一郎、今野博司、服部憲知 |

忍者少女（第二季）
| 話數 | 標題                       | 香港標題                   | 剧本       | 分鏡           | 演出         | 作畫監督                  |
| ---- | -------------------------- | -------------------------- | ---------- | -------------- | ------------ | ------------------------- |
| 1    | 忍者の敵も、また忍者       | 忍者的敵人、也是忍者       | 池田真美子 | 影山楙倫       | 篠崎康行     | りんしん                  |
| 2    | 草を食らわば、毒までも     | 一不做二不休               | 池田真美子 | 渡邊純央       | 菊池勝也     | JOO KIL-SOO、淺野直之     |
| 3    | 男殺すにゃ刃物はいらぬ     | 對付男人不需要用兵器       | 橫谷昌宏   | 影山楙倫       | 中村圭三     | 尾形健一郎                |
| 4    | 攻めるも守るも紙一重       | 攻守差一線                 | 山田由香   | 影山楙倫       | 熊谷雅晃     | PARK CHANG HWAN           |
| 5    | くのいち密偵大作戦         | 女忍者大作戰               | 笹野惠     | 影山楙倫       | 剛田隼人     | 川口弘明                  |
| 6    | 二者択一?主従の絆と赤い糸  | 二選一？主僕的連繫和紅線   | 池田真美子 | イワナガアキラ | ふくもとかん | 宮田奈保美                |
| 7    | 惑い惑わし四面楚歌         | 困惑、迷惑，四面楚歌       | 笹野惠     | よしもときんじ | 菊池勝也     | PARK CHANG HWAN、嶋田俊彦 |
| 8    | つきよの森は危険がいっぱい | 月夜之森，危險至深         | 山田由香   | 影山楙倫       | 中村圭三     | 尾形健一郎                |
| 9    | 昨日の友は今日の敵         | 昨天的朋友，今日的敵人     | 橫谷昌宏   | 影山楙倫       | 熊谷雅晃     | PARK CHANG HWAN           |
| 10   | ひまわり、故郷に帰る       | 向日葵、重返故鄉           | 笹野惠     | 影山楙倫       | 剛田隼人     | 川口弘明                  |
| 11   | 秘密の過去はカラクリ模様   | 秘密就好像機關             | 池田真美子 | 影山楙倫       | 菊池勝也     | PARK CHANG HWAN、淺野直之 |
| 12   | 救出!忍びの友は一蓮托生    | 救出！忍者的同伴，同生共死 | 池田真美子 | 影山楙倫       | 中村圭三     | 尾形健一郎                |
| 13   | 決戦!主従の契りは永遠に    | 決戰！主僕之約為永遠之約   | 池田真美子 | 影山楙倫       | 熊谷雅晃     | 隼鷹榛名                  |

#### 播放電視台
日本深夜動畫：下文記載的日本国内播放時間使用日本標準時間（UTC+9）表示。因為部分時間标识會採用30小时制，因此請留意这类超过24:00的时间，其實際播放時間為翌日清晨。
| 播映地域 | 電視台         | 播映期間（第一季）            | 播映期間（第二季）           | 播映時間                 | 所屬聯播網  |
| -------- | -------------- | ----------------------------- | ---------------------------- | ------------------------ | ----------- |
| 神奈川縣 | 神奈川電視台   | 2006年4月8日－2006年7月1日    | 2007年1月6日－2007年3月31日  | 土曜 24時30分 - 25時00分 | 獨立UHF系列 |
| 千葉縣   | 千葉電視台     | 2006年4月9日－2006年7月2日    | 2007年1月7日－2007年4月1日   | 日曜 23時30分 - 24時00分 | 獨立UHF系列 |
| 埼玉縣   | 埼玉電視台     | 2006年 4月9日－2006年 7月2日  | 2007年 1月7日－2007年 4月1日 | 日曜 25時00分 - 25時30分 | 獨立UHF系列 |
| 兵庫縣   | SUN電視台      | 2006年4月10日－2006年7月3日   | 2007年1月8日－2007年4月2日   | 月曜 24時00分 - 24時30分 | 獨立UHF系列 |
| 東京都   | 東京都會電視台 | 2006年 4月10日－2006年 7月3日 | 2007年 1月8日－2007年 4月2日 | 月曜 25時30分 - 26時00分 | 獨立UHF系列 |
| 愛知縣   | 愛知電視台     | 2006年 4月10日－2006年 7月3日 | 2007年 1月8日－2007年 4月2日 | 月曜 26時13分 - 26時43分 | TXN系列     |
| 京都府   | 京都放送       | 2006年4月12日－2006年7月5日   | 2007年1月10日－2007年4月4日  | 水曜 25時30分 - 26時00分 | 獨立UHF系列 |
| 全国放送 | AT-X           | 2008年4月13日－2008年7月6日   | 2008年7月13日－2008年10月5日 | 日曜 13時30分 - 14時00分 | CS放送      |

## 外部連結
- 忍者少女 （页面存档备份，存于）（日語）
- 忍者少女 第二季 （页面存档备份，存于）（日語）

## 作品的變遷
| 香港 有線電視兒童台 星期日8:00 - 9:00節目 | 香港 有線電視兒童台 星期日8:00 - 9:00節目 | 香港 有線電視兒童台 星期日8:00 - 9:00節目 |
| ----------------------------------------- | ----------------------------------------- | ----------------------------------------- |
|                                           | 忍者少女 （2007.12.9 - 2008.3.9)          |                                           |
| 學美向前衝 （2007.11.4 - 2007.12.9）      | 企鵝美眉 （2008.5.9 - 2008.10.26)         |                                           |

| } 中国 CCTV-14 少儿 播放檔次= 星期六、日6:30 - 7:00節目 | } 中国 CCTV-14 少儿 播放檔次= 星期六、日6:30 - 7:00節目 | } 中国 CCTV-14 少儿 播放檔次= 星期六、日6:30 - 7:00節目 |
| ------------------------------------------------------- | ------------------------------------------------------- | ------------------------------------------------------- |
|                                                         | 忍者少女 （2018.1.7 - 2018.4.7）                        |                                                         |
| 小企鵝Pingu （2017.8.26 - 2018.1.6）                    | 擅長捉弄人的高木同學 （2018.4.8 - 2021.3.10）           |                                                         |